# اربان رین
اربان رین (به انگلیسی: Urban Reign)، (سلطنت شهری) یک بازی ویدئویی چندنفره به سبک بیت ام آپ است که توسط شرکت ژاپنی نامکو در سال ۲۰۰۵ و به طور انحصاری برای کنسول پلی‌استیشن ۲ ساخته و منتشر شده‌است.
این بازی از ۱۰۰ مرحله مختلف تشکیل شده است و دارای بیش از ۶۰ شخصیت قابل انتخاب و بیش از ۳۰ سلاح می‌باشد که می‌توان به این موضوع نیز اشاره کرد دو شخصیت از مجموعه بازی‌های تکن، پال فینکس و مارشال لا نیز جزو این گروه می‌باشند. از قابلیت‌های دیگر این بازی، می‌توان به توانایی بازی به صورت چندنفره تا ۴ بازیکن، اشاره کرد.

## روند بازی
اربان رین دارای حالت‌های تک‌نفره و چندنفره اکشن با حریفان متعدد شامل هوش مصنوعی و شخصیت‌های کنترل شده توسط انسان در یک صفحه نمایش است که همزمان با هم مبارزه می‌کنند. شخصیت‌ها می‌توانند در محیط حرکت کنند، اسلحه‌ها را بردارند، اشیاء را پرتاب کنند، به شرکای هوش مصنوعی دستورالعمل بدهند، و حرکاتی را روی چندین حریف انجام دهند. اگرچه کاراکترها کمبوهای ترکیبی بهینه‌ای دارند، اما اکثر کمبوها با سه فشار دکمه حمله شروع می‌شوند که سومین آن‌ها حریف را فریب می‌دهد. سپس بازیکن می‌تواند یک برخورد هوایی، حرکت ویژه، به سادگی ادامه ترکیب یا فرار برای برداشتن یک سلاح یا تغییر موقعیت را انتخاب کند.

## داستان
اربان رین به دنبال سوء استفاده‌های برد هاوک "جنگجوی اجیر شده" است که برای یافتن یک عضو باند ربوده شده توسط شمشیرزن شون یینگ لی استخدام می‌شود. برد راه خود را توسط نبرد در میان باندهای خیابانی گرین هاربر، شهری مستحکم در ایالات متحده باز می‌کند، همانطور که او برای دریافت پاسخ‌ها این کار را انجام می‌دهد، دسیسه‌های واقعی قهرمانان خود را نشان می‌دهد و همه چیز پیچیده‌تر می‌شود.